# بروس دوايت كولينز
بروس دوايت كولينز (بالإنجليزية: Bruce Dwight Collins)‏ هو مقدم برامج إذاعية أمريكي، ولد في 13 أبريل 1968 في سان خوسيه في الولايات المتحدة.

## وصلات خارجية
- بروس دوايت كولينز على موقع IMDb (الإنجليزية)
- بروس دوايت كولينز على موقع قاعدة بيانات الفيلم (الإنجليزية)